# Terry Allcock
Terry Allcock (Leeds, Inglaterra; 10 de diciembre de 1935 – 10 de junio de 2024) fue un futbolista y jugador de críquet inglés que jugó en la posición de delantero.

## Carrera

### Fútbol
| Periodo   | Club                | Apariciones | Goles |
| --------- | ------------------- | ----------- | ----- |
| 1953–1958 | Bolton Wanderers FC | 31          | 9     |
| 1958–1969 | Norwich City FC     | 339         | 106   |

### Críquet
Allcock jugó cricket en la posición de wicket-keeper con Norfolk County Cricket Club, equipo con el que jugó en el Minor Counties Championship de 1959 a 1975, aunque no aparecía con frecuencia, ya que jugó un total de 45 partidos de campeonato. Anotó 1,470 carreras, siendo su máximo en un partido de 82 ante Cambridgeshire en el Lakenham ground en 1973. También jugó partidos de la List A en la Gillette Cup de 1965 ante Hampshire (equipo nacional de primer nivel) y ante Cheshire en la edición de 1968. Anotó 24 carreras en su partido de debut ante Hampshire y cuatro ante Cheshire.

## Logros

### Club
- FA Cup (1): 1957/58
- Football League Cup (1): 1961/62

### Individual
- Miembro del Salón de la Fama del Norwich City en 2002.